# Múscul gemin inferior
El múscul gemin inferior o múscul bessó inferior (musculus gemellus inferior) és el nom d'un múscul situat en la regió dels glutis humans. Juntament amb el bessó superior, formen dos fascicles musculars estrets i accessoris del tendó de l'obturador intern, el qual procedeix just entre els dos gèmins fins a inserir-se en el trocànter major del fèmur.
La contracció del gemin inferior estabilitza l'articulació coxofemoral i produeix l'adducció del maluc o articulació coxofemoral, és a dir, aproxima el membre inferior cap a la línia mitjana del cos. El gemin inferior també causa la rotació externa, cap enfora, del membre inferior.

## Insercions
El múscul gemin inferior neix a la part superior de la tuberositat isquiàtica, just per sota de la inserció d'alguns fascicles del tendó de l'obturador interno. Després gira cap a la part inferior del tendó de l'obturador intern, per la cara interna de l'epífisi del fèmur, fins a inserir juntament amb aquest múscul. En rares ocasions el múscul pot estar absent en el naixement.

## Irrigació i innervació
La innervació del gemin inferior la proveeix branques del nervi quadrat femoral provinents de L5 - S1. El gemin inferior està irrigat per l'artèria glútia inferior o artèria ciàtica, la branca més voluminosa de les dues terminacions del tronc anterior de l'artèria ilíaca interna.

## Imatges

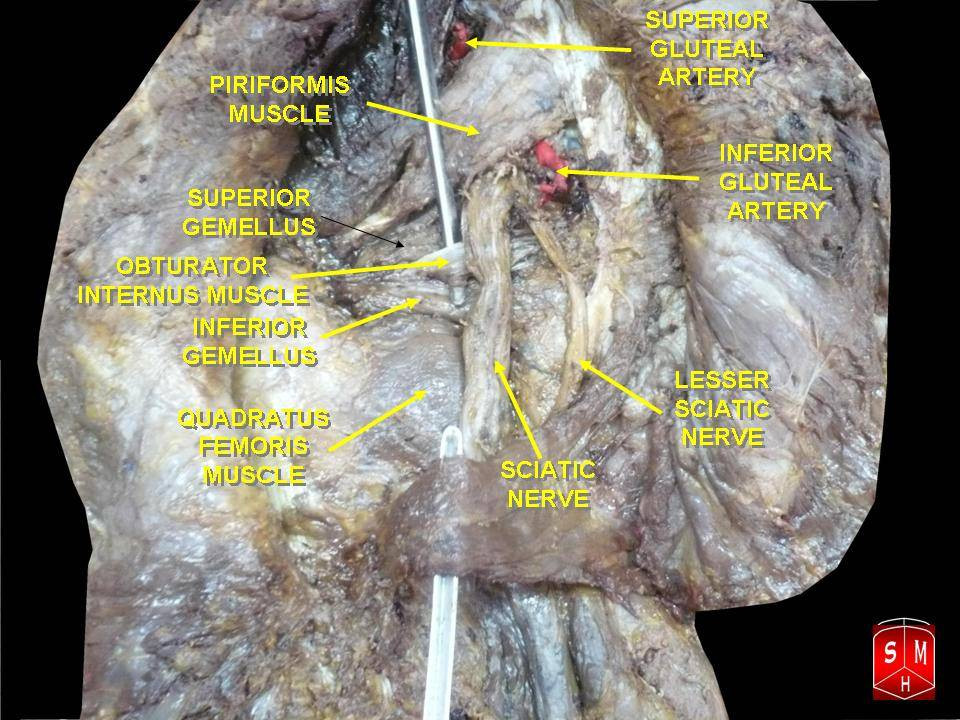
Múscul gemin inferior.
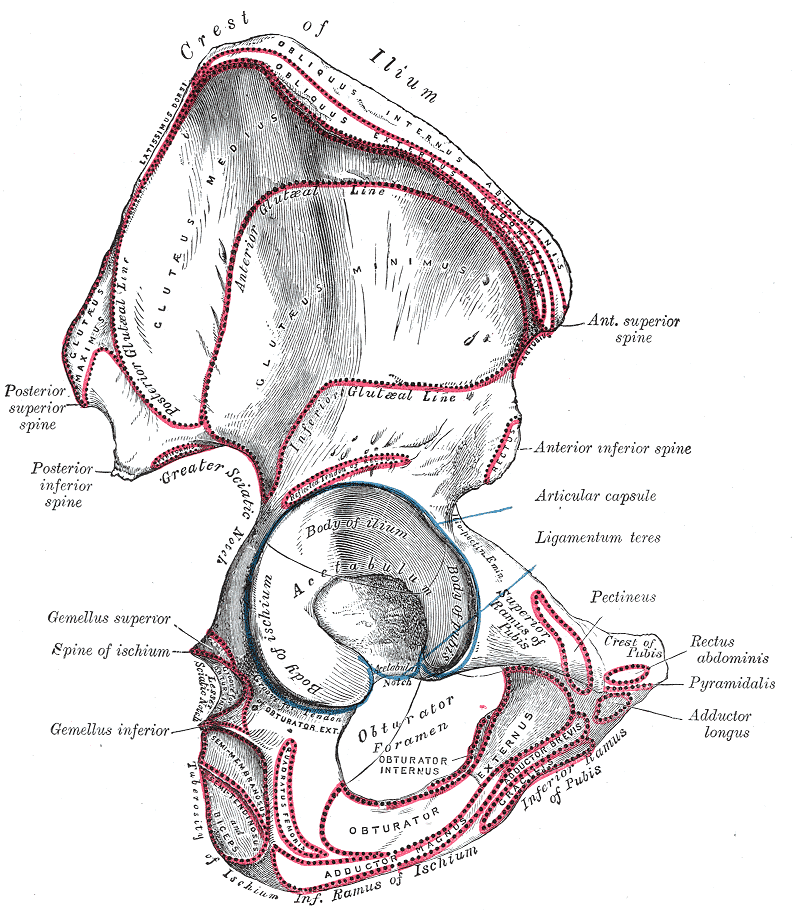
Os del maluc dret. Superfície externa.
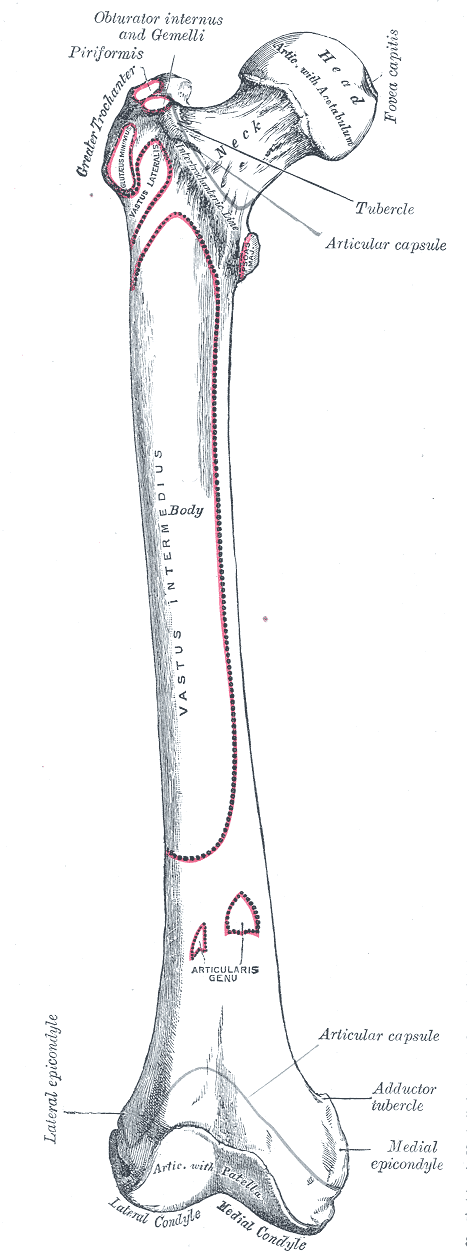
Fèmur dret. Cara anterior.
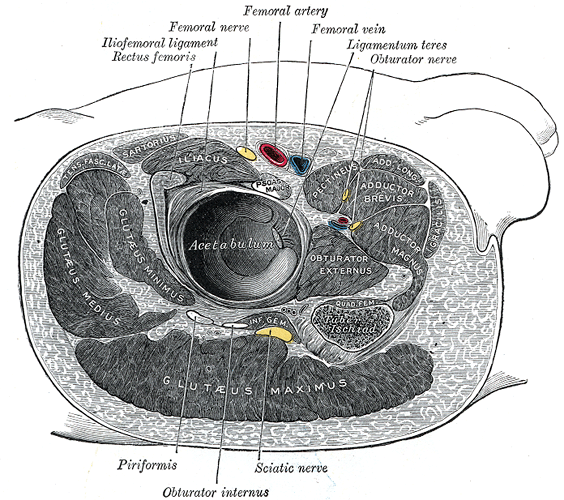
Estructures que envolten l'articulació del maluc dret.
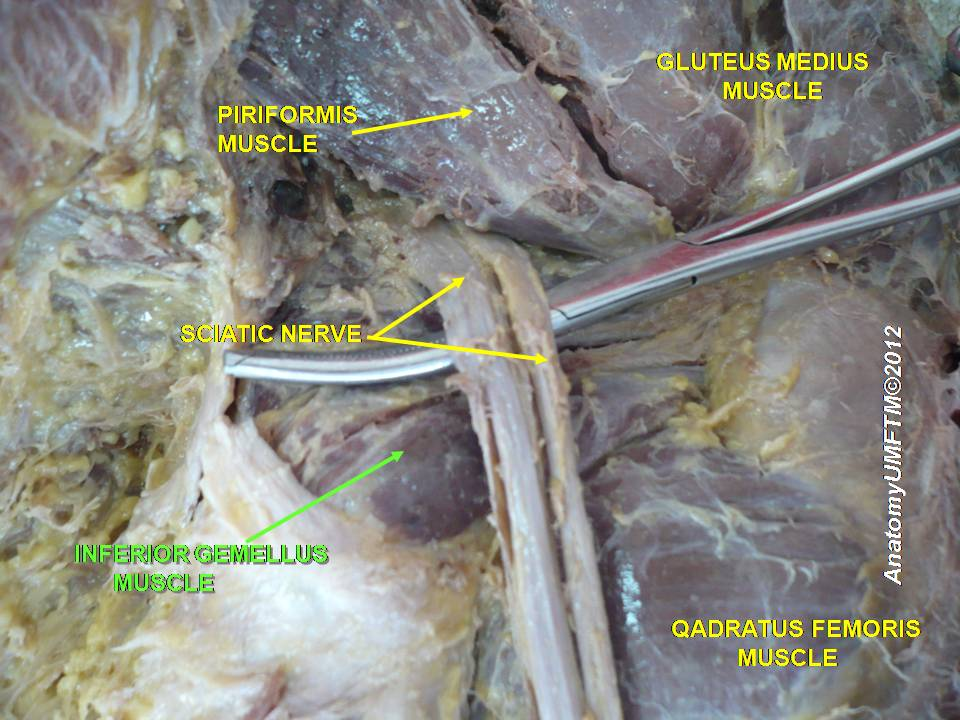
Dissecció on es pot observar el múscul gemin inferior.